# لوسي بارنز
لوسي بارنز (بالإنجليزية: Lucy Barnes)‏ هي كاتِبة أمريكية، ولدت في 6 مارس 1780، وتوفيت في 29 أغسطس 1809.